# آترسمدیا
آترسمدیا (انگلیسی: Atresmedia) شرکت رسانه‌ای اسپانیایی است، که در سال ۱۹۸۹ تأسیس شد.